# Princeton University Women's Volleyball
La Princeton University Women's Volleyball è la squadra pallavolo femminile appartenente alla Princeton University, con sede a Princeton (New Jersey): milita nella Ivy League della NCAA Division I.

## Storia
Il programma di pallavolo femminile della Princeton University viene fondato nel 1977 e affiliato nel medesimo anno alla Ivy League, inizialmente impegnata nell'AIAW Division I e poi in NCAA Division I. Nonostante la conquista di diciotto titoli di conference, durante il torneo di NCAA Division I le Tigers non superano mai il primo turno.

## Record
| Piazzamento          |    | Edizione |
| -------------------- | -- | --- |
| Tornei NCAA          | 9  | Primo turno: 8 1994, 1997, 1999, 2000, 2007, 2016, 2017, 2019                                                             |
| Tornei NCAA          | 9  | Play-in games: 1 1995 |
| Titoli di conference | 18 | Ivy League: 18 1979, 1980, 1981, 1982, 1984, 1985, 1987, 1994, 1995, 1997, 1999, 2000, 2004, 2007, 2015, 2016, 2017, 2019 |

## Conference
- Ivy League: 1977-

## Allenatori
- Susana Occhi: 1977-1981
- Glenn Nelson: 1982-2008
- Jolie Ward: 2009-2010
- Sabrina King: 2011-